# Виноградовка (Мордовия)
Виноградовка — опустевший посёлок Ковылкинского района Республики Мордовия в составе Клиновского сельского поселения.

## География
Находится на расстоянии примерно 18 километров по прямой на запад от районного центра города Ковылкино.

## История
Был основан в начале 1920-х годов переселенцами из села Перевесье. В 1931 году в нём было учтено 2 двора. В 2009 один мужчина убил двух последних прописанных в селе пенсионеров, что сделало Виноградовку опустевшей деревней.

## Население
| 2002 | 2010 |
| ---- | ---- |
| 9    | ↘0   |

Постоянное население составляло 9 человек (русские 89 %) в 2002 году, 0 в 2010 году.